# Internet Archive
Az Internet Archive – „Internetarchívum” – egy nonprofit szervezet digitális könyvtára. A szervezet célja, hogy kutatóknak, történészeknek, vagy más tudomány képviselőinek maradandó hozzáférést biztosítson az elektronikus formában létező gyűjteményekhez, valamint hogy a teljesen szabad és nyitott internetet biztosító szabályozás valósuljon meg.

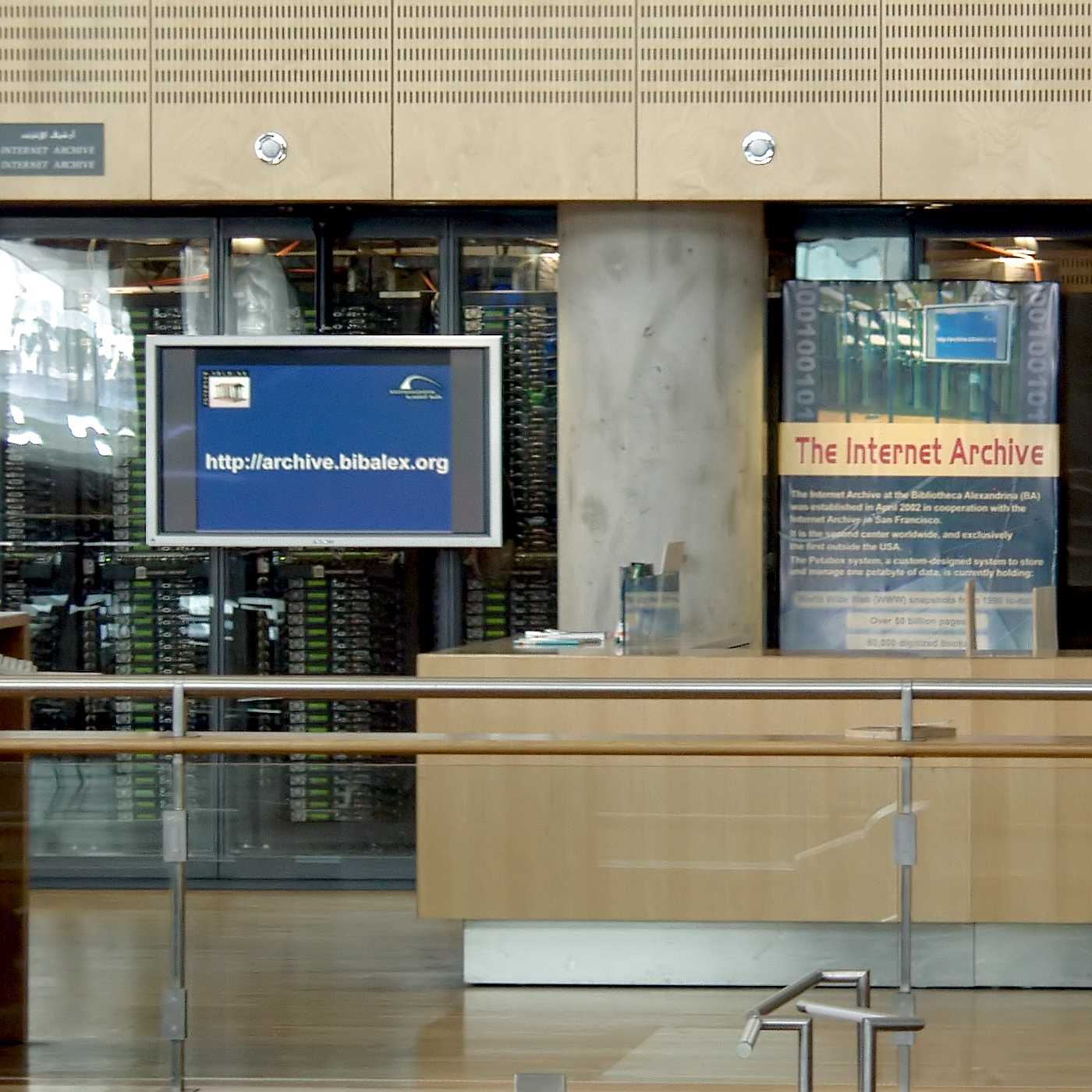
Az Internet Archive egyik adatközpontja Alexandria könyvtárában (Bibliotheca Alexandrina)

Hagyományos könyvtárhoz hasonlóan nyitva áll a széles közönség számára is. 1999 végétől kezdve mind inkább kiteljesedtek tematikus gyűjteményei is. Archívumai szöveges és audióanyagot, mozgóképeket és szoftvert egyaránt tartalmaznak.

## Története
Brewster Kahle, amerikai programozó, internet-aktivista  hozta létre San Franciscóban. 1996-os alapítása óta adományokból tartja fenn magát, ezek főként az alapító egy másik cégétől, az Alexa Internettől folynak be, de sok más adományozó is segíti.

## Wayback Machine
A nagyközönség számára legismertebb szolgáltatás a Wayback Machine, amely hozzáférést nyújt egy-egy adott weblap korábbi állapotaihoz (dátum szerint elkülönítve), amelyeket 1996 óta az internetről eltároltak. A megőrzött lapokon lévő hivatkozásokat úgy alakítják át, hogy azok szintén a keresett időponthoz lehető legközelebbi eltárolt állapotra mutassanak. 2022 nyarára már közel 700  milliárd állapotot rögzítettek.

## Tematikus gyűjtemények
- A 2004. decemberi cunami Ázsiában
- A Katrina és a Rita hurrikán
- Nemzeti archívumok – UK kormányzati webhelyek
- 2001. szeptember 11-ei terrortámadások
- A 2002. évi választások (USA)
- A web úttörői
- Szintetizátor-használati utasítások
- MS/DOS játékgyűjtemény
- Szoftverkönyvtárak
- Szervizkönyvek
- Katalógusok
- Commodore 64 játékgyűjtemény
- Számítógépes játékkonzol magazinok
- Fényképek
- Zenék
- Könyvek